# Суздалев, Анатолий Владимирович
Анатолий Владимирович Суздалев (род. 22 февраля 1977, Красноярск) — российский игрок в хоккей с мячом, нападающий, мастер спорта России международного класса (2001).

## Карьера

### Клубная
Играть в хоккей с мячом начал в 1984 году в Красноярске в детской команде «Рассвета», с 1985 года — в школе «Енисея». Первый тренер — А. Н. Гуцик.
В сезоне 1992/93 дебютировал в составе «Енисея», в котором провёл первые пять сезонов игровой карьеры, побеждая в Кубке России в 1997 и 1998 годах.
В сезоне 1998/99 выступал за абаканские «Саяны».
С сезона 1999/2000 вновь в «Енисее», с которым побеждает в чемпионате России сезона 2000/01 и Кубке европейских чемпионов 2001 года.
В 2003 году переходит в хабаровский «СКА-Нефтяник», с которым выигрывает свой третий Кубок России в 2004 году. С 2006 по 2008 год был капитаном команды.
С 2008 по 2011 год вновь в составе «Енисея». Почти весь сезон 2008/09 пропускает из-за травмы.
В 2011 году продолжил карьеру в Швеции, выступая четыре сезона за команду Элитсерии «Ветланда».
С 2015 по 2018 год был игроком клуба «Несшё», представляющий второй дивизион шведского клубного хоккея с мячом — лигу Аллсвенскан.
В 2018 году переходит в клуб «Молилла», играя за команду в Дивизионе 1 и Дивизионе 2. В составе «Молиллы» до окончания сезона 2021/22.

### В сборной
В сборной России в 2004 и 2009 годах. Участник чемпионата мира 2004 года, по итогам которого становится бронзовым призёром турнира (3 игры).

## Достижения
«Енисей»
- Чемпион России: 2000/01
- Серебряный призёр чемпионата России (2): 1999/2000, 2002/03
- Бронзовый призёр чемпионата России: 2009/10
- Обладатель Кубка России (2): 1996/97, 1997/98
- Финалист Кубка России (2): 2008, 2009
- Бронзовый призёр Кубка России (2): 1999/2000, 2000/01
- Обладатель Кубка европейских чемпионов: 2001
- Финалист Кубка мира: 2000

«СКА-Нефтяник»
- Бронзовый призёр чемпионата России: 2004/05
- Обладатель Кубка России: 2003/04
- Финалист Кубка чемпионов Эдсбюна: 2005[17]

Сборная России
- Бронзовый призёр чемпионата мира: 2004
- Бронзовый призёр чемпионата мира среди юниоров: 1996
- Бронзовый призёр чемпионата мира среди юношей: 1995

Личные
- В списке 22-х лучших игроков сезона (2): 2004, 2005
- Лучший игрок «СКА-Нефтяника» (2): 2004, 2007

## Личная жизнь
Сын Александр (род. 2004) — хоккеист с шайбой, выступает за юниорскую сборную Швеции.

## Статистика выступлений

### Клубная
| Сезон     | Клуб                     | Чемпионат | Чемпионат | Чемпионат | Чемпионат | Чемпионат | Кубок | Кубок | Кубок | Кубок | Кубок |
| Сезон     | Клуб                     | И         | М         | П         | О         | Ш         | И     | М     | П     | О     | Ш     |
| --------- | ------------------------ | --------- | --------- | --------- | --------- | --------- | ----- | ----- | ----- | ----- | ----- |
| 1992/1993 | Енисей (Красноярск)      | 6         | 0         |           | 0         | 0         |       |       |       |       |       |
| 1993/1994 | Енисей (Красноярск)      | 15        | 0         |           | 0         | 0         | 5     | 0     |       | 0     | 10    |
| 1994/1995 | Енисей (Красноярск)      | 18        | 1         |           | 1         | 10        | 3     | 2     |       | 2     | 0     |
| 1995/1996 | Енисей (Красноярск)      | 23        | 1         |           | 1         | 0         |       |       |       |       |       |
| 1996/1997 | Енисей (Красноярск)      | 27        | 16        |           | 16        | 70        | 7     | 4     |       | 4     | 0     |
| 1997/1998 | Енисей (Красноярск)      | 18        | 5         |           | 5         | 20        | 7     | 1     |       | 1     | 0     |
| 1998/1999 | Саяны (Абакан)           | 23        | 17        |           | 17        | 30        | 4     | 2     |       | 2     | 0     |
| 1999/2000 | Енисей (Красноярск)      | 26        | 2         | 2         | 4         | 15        | 12    | 4     | 1     | 5     | 5     |
| 2000/2001 | Енисей (Красноярск)      | 28        | 5         | 6         | 11        | 20        | 11    | 9     | 4     | 13    | 10    |
| 2001/2002 | Енисей (Красноярск)      | 28        | 14        | 13        | 27        | 30        | 13    | 8     | 7     | 15    | 20    |
| 2002/2003 | Енисей (Красноярск)      | 28        | 18        | 6         | 24        | 35        |       |       |       |       |       |
| 2003/2004 | СКА-Нефтяник (Хабаровск) | 21        | 20        | 10        | 30        | 45        | 12    | 11    | 7     | 18    | 10    |
| 2004/2005 | СКА-Нефтяник (Хабаровск) | 26        | 27        | 19        | 46        | 15        | 7     | 8     | 6     | 14    | 5     |
| 2005/2006 | СКА-Нефтяник (Хабаровск) | 27        | 22        | 23        | 45        | 40        | 7     | 6     | 2     | 8     | 0     |
| 2006/2007 | СКА-Нефтяник (Хабаровск) | 32        | 23        | 16        | 39        | 70        | 14    | 9     | 5     | 14    | 20    |
| 2007/2008 | СКА-Нефтяник (Хабаровск) | 30(2)     | 8(0)      | 12(1)     | 20(1)     | 25(0)     | 15    | 3     | 10    | 13    | 45    |
| 2008/2009 | Енисей (Красноярск)      | 1         | 0         | 1         | 1         | 0         | 12    | 6     | 12    | 18    | 30    |
| 2009/2010 | Енисей (Красноярск)      | 36        | 9         | 25        | 34        | 35        | 8     | 9     | 7     | 16    | 30    |
| 2010/2011 | Енисей (Красноярск)      | 24        | 9         | 5         | 14        | 45        | 7     | 4     | 4     | 8     | 10    |
| Всего     | 19 сезонов               | 437(2)    | 197(0)    | 138(1)    | 335(1)    | 505(0)    | 144   | 86    | 65    | 151   | 195   |

Примечание: Статистика в чемпионатах и кубках России
Примечание: Статистика голевых передач ведется с сезона 1999/2000
В чемпионатах России забивал мячи в ворота 26 команд
```
 1.СКА-Свердловск       = 22 мяча 14.Динамо-Казань   =  6
 2.Маяк                 = 21      15.Енисей          =  5
 3.СКА-Забайкалец       = 16      16-17.Север        =  4
 4-5.Сибсельмаш         = 14      16-17.Зоркий       =  4
 4-5.Саяны              = 14      18-20.Агрохим      =  3
 6-7.Байкал-Энергия     = 12      18-20.Водник       =  3
 6-7.Юность Ом          = 12      18-20.Мурман       =  3
 8-9.Кузбасс            = 10      21-24.Заря         =  2
 8-9.Лесохимик          = 10      21-24.Знамя        =  2
10-13.Родина            =  7      21-24.Старт        =  2
10-13.Уральский трубник =  7      21-24.Волга        =  2
10-13.СКА-Нефтяник      =  7      25-26.Локомотив Ор =  1
10-13.Металлург Бр      =  7      25-26.Динамо М     =  1
```

В чемпионатах России количество мячей в играх
по 1 мячу забивал в 107 играх

по 2 мяча забивал в 28 играх 

по 3 мяча забивал в 7 играх 

по 4 мяча забивал в 2 играх 

по 5 мячей забивал в 1 игре 

Свои 197 мячей забросил в 145 играх, в 292 играх мячей не забивал.

### В международных турнирах
| Турнир | Сезонов | Игры | Мячи |
| ------ | ------- | ---- | ---- |
| КЕЧ    | 1       | 4    | 2    |
| КМ     | 9       | 40   | 19   |
| КЧ     | 4       | 15   | 5    |

Участие в Кубке европейских чемпионов: 1 раз (2001); в Кубке мира: 9 раз (1999—2001, 2004, 2005, 2008—2010, 2014); в Кубке чемпионов: 4 раза (2004—2006, 2013).
Источники:

### В сборной
| Сезон   | Игры | Мячи |
| ------- | ---- | ---- |
| 2003/04 | 3    | 0    |
| 2009/10 | 2    | 0    |
| Всего   | 5    | 0    |

| 1 | Вестерос     | 1 февраля 2004 | Норвегия  | 6:3 | — | Чемпионат мира                     |
| 2 | Грангесберг  | 4 февраля 2004 | Финляндия | 3:4 | — | Чемпионат мира                     |
| 3 | Вестерос     | 8 февраля 2004 | Казахстан | 5:2 | — | Чемпионат мира — матч за 3-е место |
| 4 | Лаппеэнранта | 5 декабря 2009 | Швеция    | 5:6 | — | Суперкубок Европы                  |
| 5 | Лаппеэнранта | 6 декабря 2009 | Финляндия | 5:4 | — | Суперкубок Европы                  |

Итого: 5 матчей / 0 мячей; 3 победы, 0 ничьих, 2 поражения.
Источники:

### Комментарии
1. ↑  Количество игр и голов за клуб(ы) в высшем дивизионе чемпионатов России
2. ↑  Результативные передачи
3. ↑  В скобках указаны очки, набранные в аннулированном матче с читинским «СКА-Забайкальцем», который снялся с чемпионата страны в связи с отсутствием финансирования